# Stazione di Pettoranello
La stazione di Pettoranello era una fermata ferroviaria, posta sulle linee ferroviarie Termoli-Venafro e Sulmona-Isernia, che serviva il comune di Pettoranello del Molise. Dista 1 km dal centro del paese.

## Storia
La fermata di Pettoranello venne attivata il 18 settembre 1897, in concomitanza con l'inaugurazione della tratta Cansano-Isernia appartenente alla ferrovia Sulmona-Isernia. Venne soppressa, insieme ad altri impianti delle linee, il 15 dicembre 2001.

## Strutture e impianti
L'impianto era una fermata ferroviaria, priva di segnalamento ferroviario, posta al km 123+518 delle linee ferroviarie Termoli-Venafro e Sulmona-Isernia. Era costituito da un fabbricato viaggiatori e da una banchina posti a sinistra (procedendo verso Carpinone) del binario di corsa delle linee. Il fabbricato viaggiatori si sviluppava su due piani ed era tinteggiato di rosso. Il piano terra ospitava la sala d'attesa e l'ufficio movimento del Dirigente Locale che presenziava la fermata. Quest'ultimo azionava il passaggio a livello situato vicino alla fermata (km 123+378). L'impianto divenne impresenziato in seguito all'automatizzazione del passaggio a livello avvenuta nel corso degli anni ottanta del XX secolo.

## Servizi
- Sala d'attesa